# Port lotniczy Utarom
Port lotniczy Utarom, także Port lotniczy Kaimana (IATA: KNG, ICAO: WASK) – port lotniczy położony w mieście Kaimana, w prowincji Papua Zachodnia na wschodzie Indonezji.